# Кипчирчир Комен, Даниэль
Даниэль Кипчирчир Комен — кенийский бегун на средние дистанции. Двукратный серебряный призёр чемпионатов мира в помещении на дистанции 1500 метров.
Родился в деревне Чеморгонг, в провинции Рифт-Валли. Шестой из девяти детей. Окончил высшую школу в городе Тимбороа в 2003 году, в которой начал заниматься лёгкой атлетикой. Родной язык — Календжин.
Профессиональную карьеру начал в 2003 году. На чемпионате Африке среди юниоров 2003 года занял второе место на дистанции 5000 метров с результатом 13:49.20. Принимал участие в чемпионате мира 2005 года на дистанции 1500 метров, где занял 6-е место во втором предварительном забеге, и не смог выйти в следующий круг.
| Дата | Соревнование               | Город    | Место | Дистанция   |
| ---- | -------------------------- | -------- | ----- | ----------- |
| 2005 | Легкоатлетический финал    | Монако   | 5-е   | 1500 метров |
| 2006 | Чемпионат мира в помещении | Москва   | 2-е   | 1500 метров |
| 2007 | Легкоатлетический финал    | Штутгарт | 1-е   | 1500 метров |
| 2008 | Чемпионат мира в помещении | Валенсия | 2-е   | 1500 метров |